# Cabbage Patch Kids
Las Cabbage Patch Kids 
(comercializadas en España, como Muñecas Repollo y en Hispanoamérica como Muñecas Pimpollo) eran muñecas originalmente producidas entre 1983 y 1988 por Coleco. Se caracterizaban por sus grandes cabezas de vinilo y sus cuerpos blandos.
El atractivo de las muñecas era su individualidad. No existían dos exactamente iguales; cada muñeca tenía un diferente color de ojos, rasgos de cara, pelo y complexión. Ideadas y manufacturadas artesanalmente por la artista estadounidense Martha Nelson Thomas como una expresión de amor hacia los juguetes y los niños. Martha tenía la idea de que cada muñeca debía ser vista como un integrante de una familia para los niños, por eso parte de su estrategia de venta era otorgar un certificado de adopción; en este certificado se describía el nombre de la muñeca, sus gustos, su carácter y otras peculiaridades. La artista solía comercializar sus muñecas en ferias locales, no quería comercializarlas a gran escala porque pensaba que perderían su valor emocional y artístico. 
Conoció a Xavier Roberts cuando ella le vendió muñecas, sin embargo, al pasar el tiempo, ella se enteró de que Xavier Roberts las comercializaba a altos costos por lo que ella decidió no venderle más. Él por su parte, argumentó que si ella no le proporcionaba la mercancía, él empezaría a hacerlas para comercializarlas a gran escala. Lo que él hizo fue prácticamente clonarlas, las sutiles diferencias eran introducidas con una computadora para cada tirada. Cada una venía con un certificado de nacimiento y otro de adopción único que había sido firmado por su pseudocreador Xavier Roberts. 
Mientras Xavier Roberts se hacía millonario a expensas de la idea de Nelson Thomas, ella seguía haciendo sus muñecas artesanalmente. Sin importancia en el dinero, ni el éxito, Martha Nelson Thomas fue aconsejada legalmente para actuar en defensa de los derechos intelectuales. El proceso terminó en un acuerdo a puerta cerrada en el cual se le daba a Martha el crédito por la creación de la muñeca.
Las Cabbage Patch Kids fueron las muñecas más solicitadas por las niñas durante algunos años. Los padres de los Estados Unidos recorrían las tiendas para tratar de obtener una de estas muñecas llegándose a pelear por obtener una. Años después, Coleco introdujo variantes en las originales Cabbage Patch Kids y siguieron comercializándose derivados de la línea original. 
Aunque la pasión por las Cabbage Patch Kids ha pasado de largo, todavía queda un significativo número de coleccionistas de las mismas. 
Las Muñecas Repollo se han vuelto a comercializar en España en el año 2006. En México también fueron relanzadas entre 2006 y 2008 por Hasbro pero esta vez con su nombre original Cabbage Patch Kids, ya no Muñecas Pimpollo.
Las Cabbage Patch Kids fueron parodiadas más adelante con las cartas típicamente grotescas Garbage Pail Kids ("Niños del Cubo de Basura"), vendidas en España con el nombre de "La Pandilla Basura" o Basuritas en Latinoamérica. La parodia llevó a Roberts a demandar a Topps, el fabricante de Garbage Pail Kids, por infracción de marca registrada. Las partes finalmente llegaron a un acuerdo en el que Topps accedía a rediseñar las cartas de modo que no se parecieran tanto a las Cabbage Patch Kids.
Estas muñecas también tuvieron una película especial en la Navidad de 1984.